# Mars 1942 (guerre mondiale)
Chronologie de la Seconde Guerre mondiale
Février 1942 - Mars 1942 -  Avril 1942
- 1er mars : 
  - Le convoi de l'Arctique PQ 12, composé de 17 cargos, appareille de Reykjavik en Islande.
  - le croiseur lourd HMS Exeter, et les destroyers HMS Encounter et l'USS Pope sont coulés par les Japonais lors de la seconde bataille de la mer de Java[1].
  - Le maréchal von Rundstedt est nommé commandant des troupes de l'Ouest (France, Belgique et Pays-Bas)[1].
  - Premières mesures de rationnement de la viande en Suisse[1].

- 3 mars
  - Début opérationnel du bombardier lourd britannique Avro Lancaster. Il est alors le plus lourd bombardier allié. Il en sera construit 7 377 exemplaires, 3 249 seront perdus en mission[2].
  - L’attaque sur Broome en Australie par l'aéronavale japonaise fait un minimum de 88 victimes, 22 hydravions, avions de transport et bombardiers alliés sont détruits.

- 3 au  4 mars : 
  - Raid aérien britannique contre les usines Renault de Billancourt : échec de la mission, seules 10 % des machines des usines sont hors service[2] mais 486 morts civils.

- 4 mars :
  - Bombardement de Pearl Harbor par les Japonais lors de l'opération K.

- 6 mars
  - Démission de l'amiral Muselier, en désaccord avec de Gaulle, remplacé par le contre-amiral Auboyneau[2].

- 7 mars : 
  - Les Japonais débarquent en Nouvelle-Guinée.
  - Dans le cadre de l'opération Sportpalast, le Tirpitz et 3 destroyers allemands se mettent en position pour intercepter le convoi PQ 12.

- 8 mars : 
  - L’armée japonaise s’empare de Rangoon, la capitale birmane.
  - À Java, les troupes alliées capitulent.
  - Débarquement des Japonais sur la côte nord-est de la Papouasie[2].

- 8 au 9 mars : 
  - Raid nocturne de 200 bombardiers britanniques sur Essen, première utilisation du système de navigation Gee[2].

- 11 mars
  - Le général Douglas MacArthur quitte la péninsule de Bataan aux Philippines[2].

- 12 mars : 
  - Le convoi PQ 12 arrive à Mourmansk.

- 13 mars : 
  - Le premier convoi de Juifs arrive à Belzec (Bełżec), le deuxième camp de la mort après Chełmno.

- 18 mars : 
  - Staline reçoit le général polonais Władysław Anders : les deux hommes décident de fixer le nombre de soldats dans l’Armée Anders en URSS à 44 000, le surnombre devra être évacué vers l’Iran.

- 20 mars : 
  - Les Américains évacuent les Philippines, à la suite des bombardements des Japonais.

- 22 mars : 
  - Darwin, en Australie, est bombardée par l'Armée de l'Air japonaise.

- 23 mars : 
  - Les îles Andaman (golfe du Bengale) sont envahies par les Japonais.
  - Plus de 40 000 Polonais (33 069 militaires de l'Armée Anders et 10 789 civils, dont environ 3 100 enfants) commencent à être évacués d'URSS en traversant la Mer Caspienne de Krasnovodsk vers l’Iran ; après avoir rejoint la 8ème armée britannique, ils formeront le Deuxième corps polonais.

- 24 - 30 mars : 
  - Bataille de Taungû : victoire japonaise sur le corps expéditionnaire chinois en Birmanie.

- 27 mars :
  - Le premier convoi de Juifs quitte le camp de Compiègne pour rejoindre Auschwitz : 1 112 déportés, 19 survivants en 1945. 42 convois quitteront la France d'ici à fin 1942, dont 32 au départ de Drancy.
  - Capitulation de la garnison néerlandaise de Sulawesi.
  - Un raid britannique, l'Opération Chariot, permet de rendre la forme Joubert du port de Saint-Nazaire inopérante. Les cuirassés allemands ne peuvent plus réparer sur l'Atlantique.

- 30 mars :
  - Intervention américaine à Vichy contre un retour de Pierre Laval au pouvoir.
  - 1 000 avions de la Royal Air Force bombardent Cologne. C'est le début des grands bombardements de l'Allemagne.

- En mars : 
  - Naissance des Francs-tireurs et partisans (FTP).